# Bulle pontificale
Pour les articles homonymes, voir Bulle.

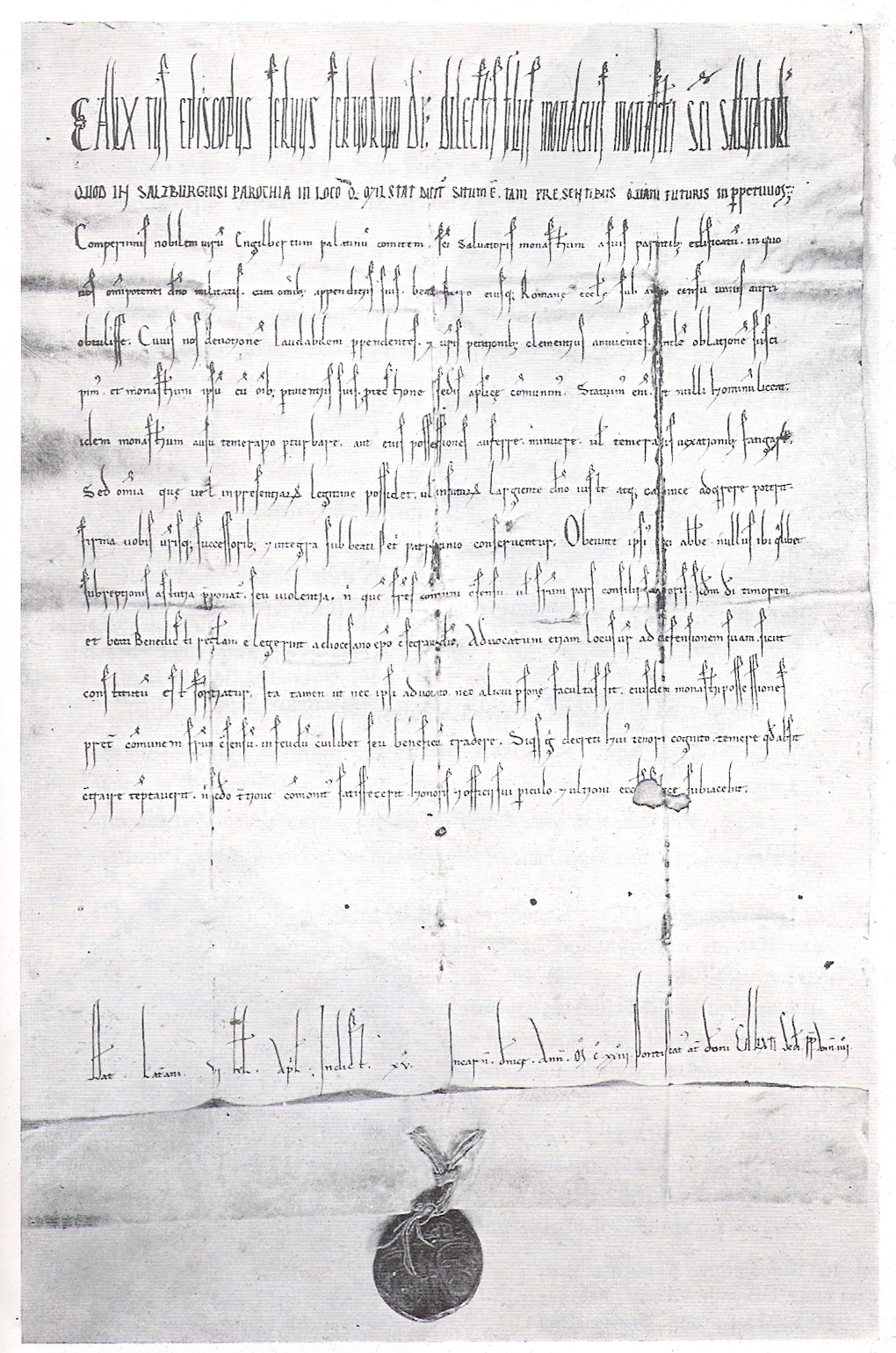
Bulle du pape Calixte II, 27 mars 1122.

Une bulle pontificale (ou « bulle papale » ou « bulle apostolique ») est un document scellé (du latin bulla, « sceau ») par lequel le pape pose un acte juridique important tel que l'indiction d'une année sainte, une nomination épiscopale, une définition dogmatique, la convocation d'un concile ou une canonisation. Le document relève habituellement du gouvernement pastoral de l'Église catholique, et s'adresse à l'ensemble des fidèles ou parfois aux païens. Il est ordinairement désigné par son incipit. Sa promulgation s'appelle une « fulmination ».
Par son universalité, la bulle se distingue de la décrétale qui concerne en général l'administration ecclésiale et s'adresse surtout au clergé, une décrétale pouvant devenir une bulle lorsque son sujet prend de l'importance.

## Origine
À l'origine, le terme désigne le sceau de métal, en plomb ou en or, attaché à un document pour l'authentifier. Adoptant une pratique en cours à Byzance, la chancellerie papale commence au VIe siècle à authentifier ses documents d’un sceau de plomb (la bulla) pour les documents ordinaires, d'une bulla d'or ou d'argent pour d'autres plus importants.
Des cordelettes de soie ou chanvre insérées dans le sceau tenaient le document fermé. Sur le sceau (au XIIe siècle) étaient frappés, d'un côté, les visages des apôtres Pierre et Paul, sur l'autre, le nom du pape régnant.

## Histoire
Les bulles les plus anciennes qui soient parvenues jusqu'à nous sont celles de Léon Ier, pape de 440 à 461.
À partir du XIIIe siècle, les documents qui portaient ce sceau furent eux-mêmes appelés bulles. Depuis le XVe siècle environ, le terme est réservé aux lettres apostoliques fermées par le sceau de plomb. La papauté prétendant longtemps à un pouvoir temporel et à une juridiction universelle, la réception et la publication de certaines bulles ont plus d'une fois été l'occasion de conflits entre les États, catholiques ou autres, et l'Église. Les deux pouvoirs s'affrontaient : les gouvernements revendiquaient le droit d'examiner les bulles avant de leur accorder l'exequatur, et le Saint-Siège refusait d'admettre cette revendication.
En France, après le Concordat de 1801, les bulles ne furent exécutoires qu'après enregistrement par le Conseil d'État. Cependant les articles organiques (ajoutés au concordat sans l'accord de Pie VIII) soumettaient les bulles au contrôle du pouvoir civil. Les actes pontificaux n'ont plus été à partir du XIXe siècle l'objet d'un contrôle, qui a formellement été abrogé par la loi de séparation de l'Église et de l'État.
Plusieurs de ces bulles sont aujourd'hui conservées aux Archives apostoliques du Vatican et font parfois l'objet d'une exposition.

## Forme d'une bulle

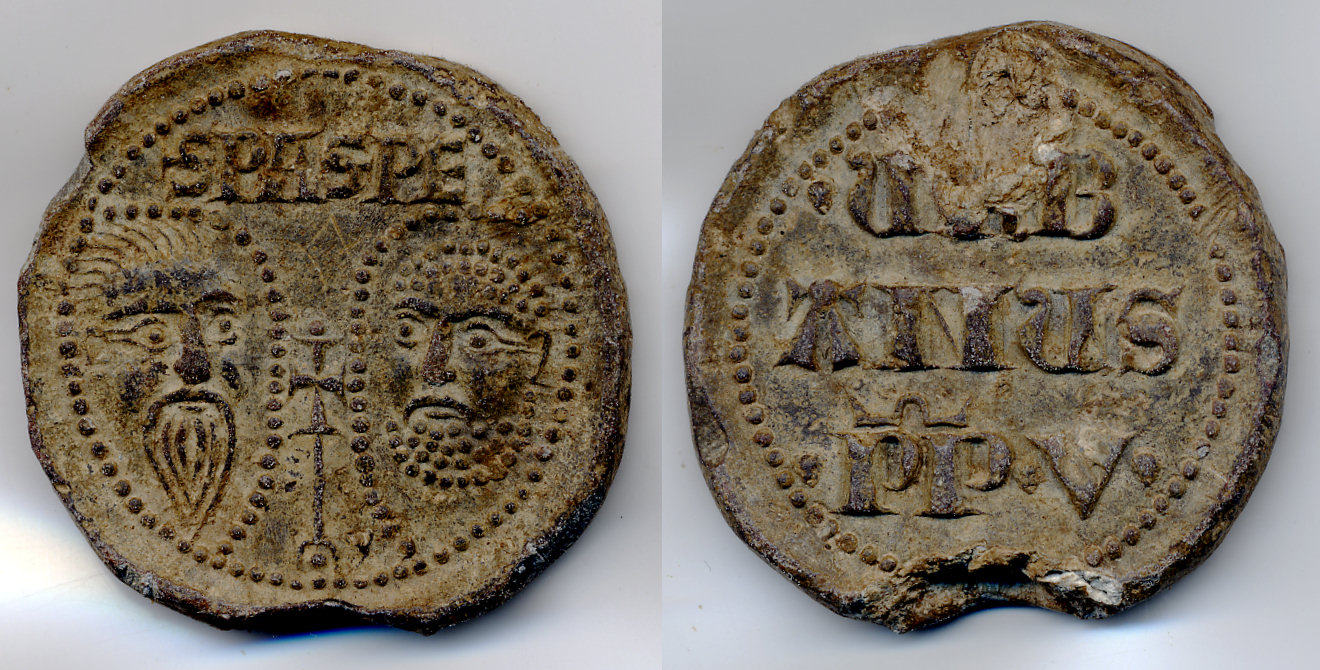
Bulle en plomb du pape Urbain V, (1362–1370), diamètre 40 mm.

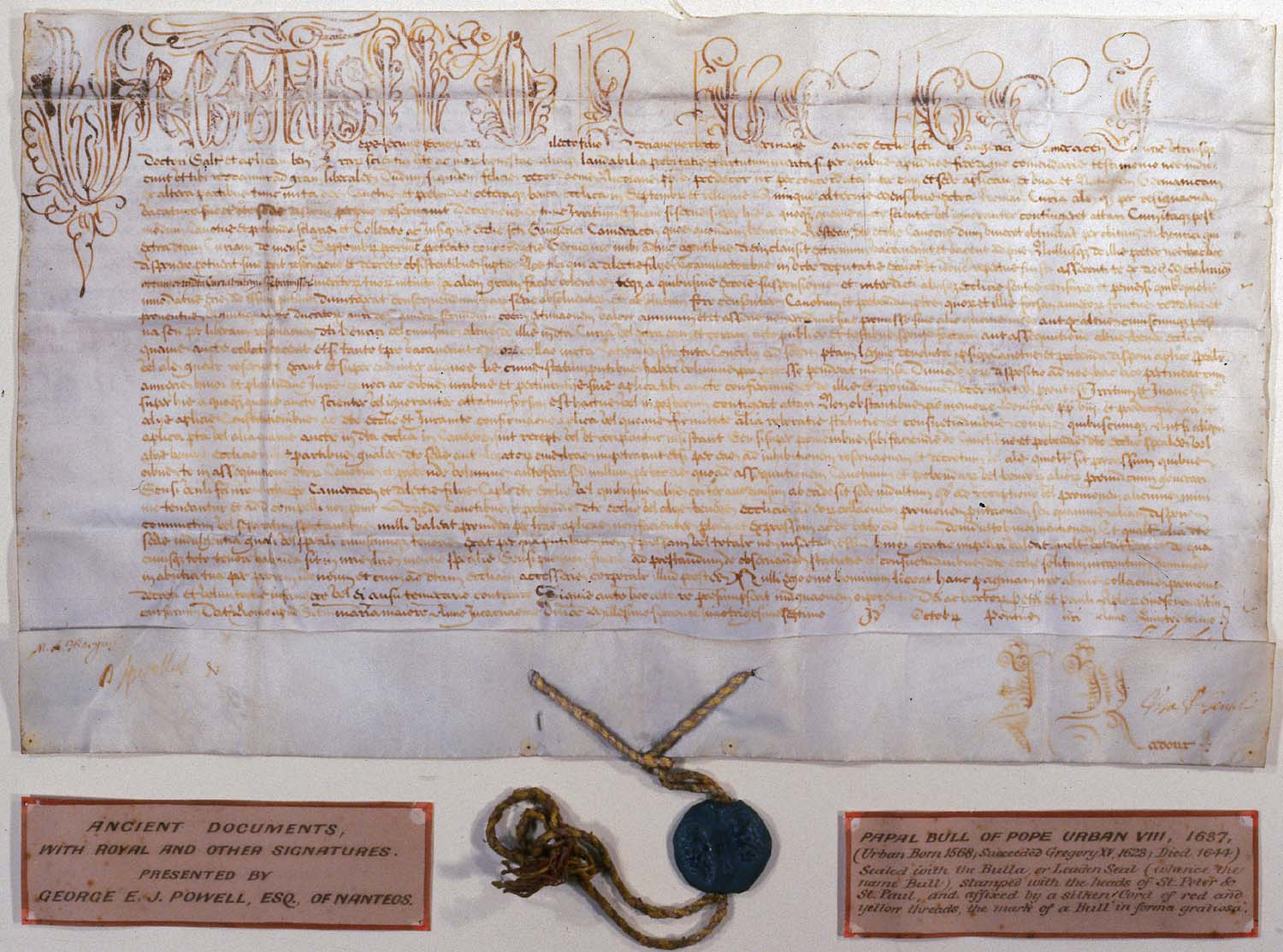
Bulle du pape Urbain VIII, 1637.

En 1878, Léon XIII modernisa le style en éliminant l'écriture gothique utilisée depuis le XIIe siècle et la remplaçant par un latin moderne plus compréhensible. Les sceaux de plomb furent abandonnés même si les documents continuèrent à s'appeler « bulles ». Jusqu'en 1903, les bulles étaient datées de l'année de l'Incarnation du Christ, qui commençait le 25 mars. Le pape Pie X a modifié cette coutume (dans sa constitution apostolique Sapienti Consilio du 29 juin 1903), et prescrit d'utiliser le calendrier civil usuel commençant le 1er janvier.
Les bulles modernes commencent en latin de la manière suivante :
[Nom du pape] episcopus,
servus servorum Dei
[aux destinataires]
salutem et benedictionem apostolicam
soit traduit en français :
([Nom du pape] évêque,
serviteur des serviteurs de Dieu,
aux [destinataires],
salut et bénédiction apostolique)
Elles ont aussi un titre, par exemple : Incarnationis Mysterium (10 novembre 1994).
Traditionnellement, la chancellerie pontificale distingue plusieurs types de bulles :
- grande bulle, employée seulement pour les grandes occasions, de fait peu utilisée, qui se caractérise entre autres par l'ajout de in perpetuam memoriam (parfois abrégé en in. pp. m.) avant la bénédiction liminaire, et celui de la rota (empreinte de forme ronde comprenant le nom du pape) ;
- petite bulle, d'emploi courant ;
- bulla dimidiata (« demi-bulle »), bulle émise par un pape nouvellement élu, et non encore consacré, le sceau ne comporte alors pas le nom du pape.

Le sceau de plomb utilisé pour sceller les bulles est un sceau personnel, le nom du pape y est gravé. Il comporte également les effigies de saint Pierre (à droite) et saint Paul (à gauche). On y lit au revers le nom du pape régnant (avec son numéro d'ordre). La bulle peut être également scellée avec un cachet de cire et l'empreinte de l'anneau du pêcheur, symbole de saint Pierre. Durant le règne du souverain pontife, le sceau et l'anneau sont tous deux conservés, depuis 1973 (motu proprio Quo aptius de Paul VI) par la Secrétairerie d'État, anciennement par la Chancellerie apostolique. Lorsque le pape vient à mourir ou à renoncer à sa charge, le sceau et l'anneau qui portaient son nom sont détruits. Le nouvel élu ne fait graver son nom sur le sceau que lorsqu'il a été sacré.

## Objet et utilisation

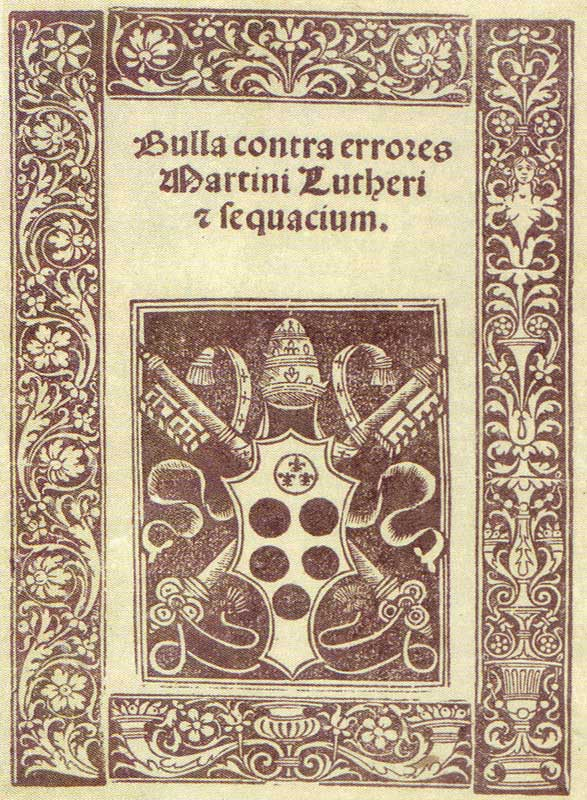
Bulle Contra errores Martini Lutheri et sequacium.

Depuis un motu proprio de Léon XIII (29 décembre 1878), la forme de la bulle est réservée à  certains actes administratifs : collations, érections, suppressions et démembrements de bénéfices majeurs (abbayes et évêchés), ou encore les actes solennels du Saint-Siège annoncés par une bulle d'indiction.

### Bulles d'indiction
Les bulles d'indiction sont des documents officiels de la curie romaine concernant les conciles et les jubilés. 
Cachetées avec le sceau du pape, elles sont publiées l'année qui précède l'année jubilaire. On peut citer à titre d'exemple les bulles d'indiction émises par Jean-Paul II, Aperite Portas Redemptori (1983) et Incarnationis Mysterium pour l'an 2000, ou celles du pape François, Misericordiae vultus (2015) et Spes non confundit (2024).

### Autres usages
Pour le reste, la bulle a été remplacée soit par l'encyclique, soit par des actes mineurs (brefs ou rescrits).
De fait, l'appellation bulle dépend souvent du choix du pape, et est souvent donné aux documents scellés (et donc d'importance) qui n'ont pas d'appellation plus précise (encyclique, rescrit, etc.). On peut observer que dans le texte latin originel des bulles, le document est souvent désigné simplement sous le nom de « litteræ apostolicæ » (« lettre apostolique »), parfois accompagné de la mention « sub plumbo datæ » (« donnée sous le sceau de plomb »).